# Zillah & Totte
Zillah & Totte är ett buktalarpar bestående av Cecilia Ustav och schimpansdockan Totte. Ustav vann Talang 2007 och har sedan dess turnerat runt i Sverige, medverkat i olika TV-program som Så ska det låta,  Bingolotto, Hela Sveriges fredag! och dessutom varit programledare för fyra säsonger av APTV med Zillah & Totte på TV4 och två säsonger av Cheeese på Nickelodeon. APTV var nominerat till Kristallen 2012 för Årets bästa barnprogram.

## Historik

### Bakgrund
Ustav växte upp i Danderyd norr om Stockholm. Hon blev redan i tidig ålder intresserad av buktaleri, då hon fick en bok om ämnet av sin farmor. När hon var 13 år gammal hittade hon Totte i en leksaksaffär i London och började sedan uppträda för familj, vänner och mindre sällskap med sin buktaleriakt.[källa behövs]

### Karriär
Ustav gick på audition för första säsongen av TV-programmet Talang 2007 och blev vidareskickad till finalen av alla tre jurymedlemmar. Hon vann även svenska folkets hjärtan och tog hem den slutgiltiga segern och en miljon kronor, efter att en majoritet av de 1,6 miljoner tittarna röstade fram henne som vinnare. Zillah blev snabbt en av de mest bokade familjeunderhållningsartisterna i landet och turnerade samtidigt som hon slutförde sina gymnasiestudier. Efter studentexamen åkte hon till Hollywood, där hon medverkade i World Championships of Performing Arts (Världsmästerskap i talangjakt) och vann i kategorin Varieté, och fick titeln Grand Champion of the World.
Efter Hollywood återvände Ustav till Sverige och fortsatte turnera. Hon spelade in den första säsongen av APTV med Zillah & Totte, där hon var programledare. Programmet har sedan dess sänts i fyra säsonger på TV4, med kända gäster som Agnes Carlsson, Danny Saucedo, Charlotte Perelli, Amy Diamond, Sarah Dawn Finer och Peter Magnusson. Programmet nominerades till Kristallen för Årets Barn- och Ungdomsprogram 2012. Ustav har även medverkat i program som Bingolotto, där hon sjöng sin jullåt Totte i paketet på Uppesittarkvällen 2010, och Sommarkrysset, Singing Bee, Postkodmiljonären, Hela kändissverige bakar, Berg & Meltzer på Oscars m.fl.
Hösten 2012 blev Ustav den första svenska programledaren i ett program på barnkanalen Nickelodeon. Programmet hette Cheeese och spelades in i 55 avsnitt i Berlin. Efter premiären den 13 augusti sändes programmet varje vardag. Våren 2013 medverkade duon bland annat i Så ska det låta och Hela Sveriges fredag på SVT, och i en ny säsong av Cheeese.
Zillah & Totte har även medverkat i Barnens Allsång på Skansen, Allsång i Grebbestad och Bästa Showen på Öland, Kristianstad, Växjö, Töreboda och Eskilstuna. 
Hösten 2015 framträdde Zillah & Totte på en välgörenhetsgala på Berns i Stockholm, med Kung Carl XVI Gustaf som hedersgäst. Våren 2020 medverkade Zillah & Totte i ett avsnitt av TV-programmet Bäst i test, där de hjälpte Babben Larsson att bedöma deltagarnas buktaleri och buktaleridockor. 
Ustav arbetar med röstdubbning och spelar bl.a. huvudrollen i Henry Krammonster och björnen Björn i Goldie och Björn på Disney Junior. 

### APTV med Zillah & Totte
Huvudartikel: APTV med Zillah & Totte

### Musik
Zillah & Totte har givit ut två album. Den första skivan, Det låter apa (2008) låg som bäst på 7:e plats på Sverigetopplistan under vecka 9, 2009. Nästa skiva blev Totte (G)apar igen (2010), och har även släppt ett antal singlar, bland annat jullåten Totte i paketet och Vill det du får till. Den sistnämnda gavs ut 2012 och skrevs av Wille Crafoord.